# Marconi Stallions FC
Marconi Stallions- australijski klub piłkarski z siedzibą w zachodnich przedmieściach Sydney (Fairfield). Początkowo klub został założony jako Marconi Fairfield. Ówczesna nazwa kluby pochodziła od nazwiska włoskiego fizyka i konstruktora Guglielmo Marconi i od przedmieść Sydney Fairfield. Klub został założony w 1956 roku przez włoski klub o nazwie Club Marconi i został poparty przez włoskich imigrantów mieszkających w Sydney. Od początku założenia National Soccer League (NSL) tj. od 1977 roku, klub występował bez przerwy w najwyższej klasie rozgrywkowej, aż do 2004 roku, kiedy to NSL została zastąpiona przez A-League. W trakcie występów w NSL, Marconi Stallions, aż czterokrotnie zdobywała tytuł mistrza Australii. Obecnie Marconi Stallions występują w New South Wales Premier League.

## Osiągnięcia
- Mistrz NSL: 1979, 1988, 1989, 1993
- Zdobywca Pucharu NSL: 1980